# Qornâyel
Qornâyel är en ort i Libanon.   Den ligger i guvernementet Libanonberget, i den centrala delen av landet, 22 kilometer öster om huvudstaden Beirut. Qornâyel ligger 1 170 meter över havet och antalet invånare är 3 020.
Terrängen runt Qornâyel är huvudsakligen kuperad, men åt nordost är den bergig. Runt Qornâyel är det mycket tätbefolkat, med 2 345 invånare per kvadratkilometer.. Närmaste större samhälle är Jounieh, 16,3 kilometer nordväst om Qornâyel. 